# Carol Pasternak
Carol Pasternak (* 20. Jahrhundert) ist eine US-amerikanische Filmproduzentin, die 1998 mit einem Oscar ausgezeichnet wurde.

## Berufliches
Carol Pasternak arbeitete seit 1986 für Donna Deweys und Rock Obenchains Produktionsunternehmen Dewey-Obenchain Films in Denver, Colorado.
Für den Dokumentarfilm A Story of Healing wurde Pasternak 1998 gemeinsam mit der Regisseurin Donna Dewey mit einem Oscar in der Kategorie „Bester Kurzfilm“ ausgezeichnet. Der Film zeigt ein Team aus fünf Krankenschwestern, vier Anästhesisten und drei plastischen Chirurgen aus den Vereinigten Staaten, die für zwei Wochen freiwillig nach Vietnam gegangen sind, um dort zu helfen. Sie operieren in dieser Zeit 110 Kinder mit verschiedenen Geburtsfehlern und Verletzungen. Sie erzählen dem Filmteam auch, warum sie diese Reise unternommen haben und was es ihnen bedeutet, Hilfe leisten zu können.
Ein weiterer Film, den Carol Pasternak und Donna Dewey gemeinsam produziert haben, trägt den Titel House on Fire, Regie führte der mit einem Emmy Award ausgezeichnete Filmemacher Mustapha Khan. Der Film versucht herauszufinden, warum so viele Afroamerikaner, die nur etwas 13 Prozent der US-Bevölkerung ausmachen, fast 60 Prozent der HIV/AIDS-Infizierten stellen.
Über Carol Pasternaks Ausbildung oder ihren weiteren Lebensweg ist leider nichts bekannt.

## Auszeichnung
- Academy Awards 1998: Auszeichnung mit dem Oscar für und mit A Story of Healing